# 呉祖強
呉 祖強（ご そきょう）は、中華人民共和国の作曲家。

## 経歴
1927年、京都（現：北京）生まれ。父の呉瀛は京都市政都弁公署の秘書長で、その第6子である。兄に演劇評論家・書法家の呉祖光(Wu Zuguang)がいる。
1947年に南京国立音楽院(現在の中央音楽学院)の理論作曲系に入学し江定仙に師事する。1952年に同音楽院を卒業すると同時にソビエトのモスクワ音楽院に留学した。帰国後、杜鳴心と「紅色娘子軍」「魚美人」などのバレエ音楽を共作。その後、劉徳海らとともに琵琶協奏曲「草原の小姉妹」を作曲した。
四人組が倒れると、1978年に母校の中央音楽学院の副院長に任ぜられ、1983年から同音楽院院長を務めた。また中国音楽家協会副主席も務めた。作品は西ヨーロッパ、ロシアのクラシック音楽と中国民俗音楽を融合させたものである。
2022年3月14日に死去。